# Heleomyza robusta
Heleomyza robusta är en tvåvingeart som först beskrevs av Walker 1858.  Heleomyza robusta ingår i släktet Heleomyza och familjen lövflugor. Inga underarter finns listade i Catalogue of Life.